# چانگ ژنگ ۵
چانگ ژنگ ۵ (چینی: 长征五号; پین‌یین: Chángzhēng wǔ hào) یا مارش طولانی ۵ (LM-5؛ چینی: 长征 五号؛ پینیین: Chángzhēng wǔ hào)، همچنین به عنوان Chang Zheng 5 (CZ-5) شناخته می‌شود، یک وسیله نقلیه پرتاب سنگین چینی است که توسط آکادمی فناوری پرتاب چین (CALT) ساخته شده‌است. این نخستین وسیلهٔ نقلیهٔ پرتاب چینی است که منحصراً با طراحی جدید از ابتدا برای استفاده از پیشرانه‌های مایع غیرهیپرگولیک طراحی شده‌است. این پنجمین تکرار از خانواده موشک‌های Long March است که به نام ارتش سرخ چین در راهپیمایی طولانی ۱۹۳۴–۳۵، در طول جنگ داخلی چین نامگذاری شده‌است.
در حال حاضر دو نوع CZ-5 وجود دارد: «CZ-5» و «CZ-5B». برای «CZ-5B» حداکثر ظرفیت بارگیری تقریباً ۲۵٬۰۰۰ کیلوگرم (۵۵٬۰۰۰ پوند) تا مدار نزدیک زمین است. برای «CZ-5» ظرفیت تقریبی بارگیری ۱۴٬۰۰۰ کیلوگرم (۳۱٬۰۰۰ پوند) برای رسیدن به مدار انتقال زمین است. چانگ ژنگ ۵ تقریباً با قابلیت‌های وسایل نقلیهٔ پرتاب سنگین NSSL آمریکایی مانند Delta IV Heavy برابری دارد. در حال حاضر این وسیله قدرتمندترین عضو خانواده موشک‌های راه‌پیمایی طولانی و سومین وسیلهٔ نقلیهٔ پرتاب مداری عملیاتی قدرتمند جهان به دنبال فالکن هوی و دلتا ۴ هوی است.